# Нагрудний знак «За взірцевість у військовій службі»
Почесний нагрудний знак Начальника Генерального штабу — «За взірцевість у військовій службі» — українська відомча нагорода, якою нагороджуються військовослужбовці Збройних Сил України.

## Історія нагороди
Заснована відповідно до наказу Начальника Генерального штабу — Головнокомандувача Збройних Сил України № 135 від 24 липня 2006 року.

## Положення про відзнаку
Нагрудний знак «За взірцевість у військовій службі» — відомча нагорода, призначена для нагородження осіб рядового, сержантсько-старшинського і офіцерського складу за високі показники у бойовій підготовці, при несенні бойового чергування, вартової (внутрішньої) служби та у повсякденній діяльності.

## Опис відзнаки
- Почесний нагрудний знак начальника Генерального штабу — Головнокомандувача Збройних Сил України «За взірцевість у військовій службі» І ступеня виготовляється зі сплаву міді з декоративним гальванічним покриттям позолотою товщиною 0,1 мкм (позолота покладена на попередньо нікельовану деталь) і має форму кола діаметром 32 мм, та товщиною не менш ніж 2,5 мм. На лицьовому боці нагрудного знаку зображено композицію у вигляді літака, корабля, танка та антени радіолокаційної станції. Вище розміщено зображення емблеми Збройних Сил України. З правого боку цю композицію оточує лаврова гілка.

- На зворотному боці напис у чотири рядки: «За взірцевість у військовій службі». Всі зображення і напис — рельєфні. Нагрудний знак має випуклий бортик. За допомогою вушка з кільцем нагрудний знак з'єднується з прямокутною колодкою виготовленої з сплаву міді, обтягнутою шовковою муаровою стрічкою. Розмір колодки: довжина — 45 мм, ширина — 28 мм, товщина — 0,8 мм. На зворотному боці колодки — застібка для прикріплення нагрудного знаку до одягу. Нагрудний знак II ступеня виготовляється з сплаву міді з декоративним гальванічним покриттям нікелем і є такий самий, як і нагрудний знак І ступеня. Колодка виготовляється зі сплаву міді з гальванічним покриттям нікелем або з неіржавіючої сталі і є така сама як на знак І ступеня. Нагрудний знак III ступеня виготовляється зі сплаву міді з покриттям хімічної пасивації і є такий самий, як і нагрудний знак I ступеня.

- Стрічка нагрудного знаку шовкова муарова синього кольору з поздовжніми малиновими і жовтими смужками:
  - для І ступеня — з жовтою смужкою посередині, обабіч якої дві малинові смужки. Ширина жовтої смужки — 6 мм, малинових — по 4 мм.
  - для II ступеня — з малиновою смужкою 3 мм завширшки посередині, обабіч якої дві жовті і дві малинові смужки. Ширина жовтих смужок — по 3 мм, малинових — по 2,5 мм.
  - для III ступеня — з трьома жовтими і чотирма малиновими смужками по 2 мм кожна. Ширина стрічки — 28 мм.